# S/2005 (809) 1
S/2005 (809) 1 é o componente secundário do asteroide localizado no cinturão principal denominado de 809 Lundia.

## Descoberta
Esse objeto foi descoberto no dia 18 de setembro de 2005, pelos astrônomos A. Kryszczynska, T. Kwiatkowski, R. Hirsch, M. Polinska, K. Kaminski e A. Marciniak usando observações da curva de luz feitas pelo Observatório Poznań. Sua descoberta foi nunciada em 1 de outubro de 2005.

## Características físicas e orbitais
Eles orbitam um em torno do outro em um período há cada 15,4 horas, que indica que a separação entre eles é muito pequena: na ordem de 10-20 km, se os valores típicos de albedo de asteroide e densidade forem assumidos. Esse corpo celeste tem um diâmetro estimado de cerca de 6,1 ± 2,1 km.